# Starci (Staro Petrovo Selo)
Starci je naseljeno mjesto u Republici Hrvatskoj u općini Staro Petrovo Selo u Brodsko-posavskoj županiji.

## Župna crkva
Naselje nema svoju crkvu, međutim pripada župi sv. Antuna Padovanskoga iz Starog Petrovog Sela. Dio je Novokapelačkog dekanata Požeške biskupije.  

## Kultura
Svake godine u Starcima se održava rock koncert, odnosno festival Rock Starci. 

## Zemljopis
Starci se nalaze na južnim padinama Požeške gore, istočno od Nove Gradiške, 4 km sjeveroistočno od Starog Petrovog Sela, susjedna naselja su Oštri Vrh i Vladisovo na zapadu te Blažević Dol na istoku.

## Stanovništvo
Prema popisu stanovništva iz 2011. godine Starci su imali 4 stanovnika. 
| broj stanovnika |       |       |       |       | 79    | 240   | 308   | 379   | 431   | 395   | 355   | 175   | 30    | 31    | 7     | 4     | 7     |
|                 | 1857. | 1869. | 1880. | 1890. | 1900. | 1910. | 1921. | 1931. | 1948. | 1953. | 1961. | 1971. | 1981. | 1991. | 2001. | 2011. | 2021. |

## Vanjske poveznice
- O Starcima na službenim stranicama Općine Staro Petrovo Selo  Arhivirana inačica izvorne stranice od 29. siječnja 2010. (Wayback Machine)